# ダイロン・ブランコ (野球)
ダイロン・ブランコ・ラマドリッド（Dairon Blanco LaMadrid, 1993年4月26日 - ）は、キューバのカマグエイ州フロリダ出身のプロ野球選手（外野手）。右投右打。MLBのカンザスシティ・ロイヤルズ所属。

## 経歴

### キューバ時代
2012年から2016年にかけてキューバの国内リーグであるセリエ・ナシオナル・デ・ベイスボルのガナデロス・デ・カマグエイ、レオネス・デ・インドゥストリアレス、アラサネス・デ・グランマでプレーしていた。
2016年5月にドミニカ共和国へ亡命した。

### プロ入りとアスレチックス傘下時代
2018年4月2日にオークランド・アスレチックスと契約した。開幕後、傘下のA+級ストックトン・ポーツでプロデビュー。82試合に出場して打率.291、1本塁打、37打点、22盗塁を記録した。
2019年、アスレチックス傘下ではAA級ミッドランド・ロックハウンズでプレーした。

### ロイヤルズ時代
2019年7月27日にジェイク・ディークマンとのトレードで、イスマエル・アキーノと共にカンザスシティ・ロイヤルズへ移籍した。移籍後は傘下のAA級ノースウエストアーカンソー・ナチュラルズでプレーし、移籍前を含めた2チーム合計では110試合に出場して打率.262、7本塁打、49打点、33盗塁を記録した。
2020年はCOVID-19の影響でマイナーリーグの試合が開催されなかったため、公式戦の出場は無かった。
2021年はAA級ノースウエストアーカンソーとAAA級オマハ・ストームチェイサーズでプレーし、2チーム合計で117試合に出場して打率.277、14本塁打、53打点、41盗塁を記録した。
2022年はAAA級オマハで開幕を迎えた。5月19日にメジャー契約を結んでアクティブ・ロースター入りし、メジャーデビューとなった翌20日のミネソタ・ツインズ戦では「8番・中堅手」で先発出場して5回裏の第2打席でデビン・スメルツァーからメジャー初安打を記録した。そこから5試合に出場して打率.286、2打点、1盗塁を記録した。6月3日にDFAとなり、7日にマイナー契約となってAAA級オマハへ配属されると、以降はシーズン終了まで同チームでプレーした。
2023年もAAA級オマハで開幕を迎え、6月12日にメジャー契約を結んでアクティブ・ロースター入りした。以降はシーズン終了までメジャーに帯同し、69試合に出場して打率.258、3本塁打、18打点、24盗塁を記録した。

## 詳細情報

### 年度別打撃成績
| 年 度    | 球 団    | 試 合 | 打 席 | 打 数 | 得 点 | 安 打 | 二 塁 打 | 三 塁 打 | 本 塁 打 | 塁 打 | 打 点 | 盗 塁 | 盗 塁 死 | 犠 打 | 犠 飛 | 四 球 | 敬 遠 | 死 球 | 三 振 | 併 殺 打 | 打 率 | 出 塁 率 | 長 打 率 | O P S |
| -------- | -------- | ----- | ----- | ----- | ----- | ----- | -------- | -------- | -------- | ----- | ----- | ----- | -------- | ----- | ----- | ----- | ----- | ----- | ----- | -------- | ----- | -------- | -------- | ----- |
| 2022     | KC       | 5     | 7     | 7     | 1     | 2     | 0        | 0        | 0        | 2     | 2     | 1     | 0        | 0     | 0     | 0     | 0     | 0     | 4     | 1        | .286  | .286     | .286     | .571  |
| 2023     | KC       | 69    | 138   | 124   | 19    | 32    | 7        | 4        | 3        | 56    | 18    | 24    | 5        | 2     | 0     | 10    | 0     | 2     | 33    | 2        | .258  | .324     | .452     | .775  |
| 2024     | KC       | 88    | 132   | 120   | 37    | 31    | 4        | 0        | 4        | 47    | 13    | 31    | 7        | 1     | 1     | 8     | 0     | 1     | 32    | 2        | .258  | .308     | .392     | .700  |
| MLB：3年 | MLB：3年 | 162   | 277   | 251   | 57    | 65    | 11       | 4        | 7        | 105   | 33    | 56    | 12       | 3     | 1     | 18    | 0     | 3     | 69    | 4        | .259  | .315     | .418     | .733  |

- 2024年度シーズン終了時

### 年度別守備成績
| 年 度 | 球 団 | 左翼（LF） | 左翼（LF） | 左翼（LF） | 左翼（LF） | 左翼（LF） | 左翼（LF） | 中堅（CF） | 中堅（CF） | 中堅（CF） | 中堅（CF） | 中堅（CF） | 中堅（CF） | 右翼（RF） | 右翼（RF） | 右翼（RF） | 右翼（RF） | 右翼（RF） | 右翼（RF） |
| 年 度 | 球 団 | 試 合      | 刺 殺      | 補 殺      | 失 策      | 併 殺      | 守 備 率   | 試 合      | 刺 殺      | 補 殺      | 失 策      | 併 殺      | 守 備 率   | 試 合      | 刺 殺      | 補 殺      | 失 策      | 併 殺      | 守 備 率   |
| ----- | ----- | ---------- | ---------- | ---------- | ---------- | ---------- | ---------- | ---------- | ---------- | ---------- | ---------- | ---------- | ---------- | ---------- | ---------- | ---------- | ---------- | ---------- | ---------- |
| 2022  | KC    | -          | -          | -          | -          | -          | -          | 3          | 6          | 0          | 0          | 0          | 1.000      | -          | -          | -          | -          | -          | -          |
| 2023  | KC    | 35         | 35         | 2          | 0          | 0          | 1.000      | 9          | 24         | 0          | 0          | 0          | 1.000      | 24         | 39         | 2          | 0          | 0          | 1.000      |
| 2024  | KC    | 36         | 48         | 0          | 0          | 0          | 1.000      | 15         | 21         | 0          | 1          | 0          | .955       | 21         | 10         | 1          | 2          | 0          | .846       |
| MLB   | MLB   | 71         | 83         | 2          | 0          | 0          | 1.000      | 27         | 51         | 0          | 1          | 0          | .981       | 45         | 49         | 3          | 2          | 0          | .963       |

- 2024年度シーズン終了時

### 背番号
- 44（2022年 - ）